# 藤田史郎
藤田 史郎（ふじた しろう、1929年7月24日 - 2021年2月8日）は、日本の技術者、実業家。NTTデータ代表取締役会長や、日本品質管理学会会長を務めた。旭日重光章、フランス国家功労勲章受章。デミング賞本賞受賞。

## 経歴
栃木県宇都宮市出身
- 1953年3月 - 茨城大学工学部電気工学科卒業[1]
- 1953年4月 - 日本電信電話公社入社[2]
- 1983年 - 同社 建設局長[3]
- 1985年4月 - 日本電信電話取締役[1]
- 1987年3月 - 同社 常務取締役 データ通信事業本部長[2]
- 1988年5月 - NTTデータ通信代表取締役社長[2]
- 1991年4月 - 経済同友会幹事（2001年4月まで）[1]
- 1995年6月 - 同社 代表取締役会長[1]、復旦大学董事[4]
- 1997年 - 日本品質管理学会会長、文化交流センター21会長[4]、東北大学名誉教授
- 1998年8月 - NTTデータ代表取締役会長
- 1999年 - 人材開発協会会長[4]、日中協力会常務理事
  - 6月 - NTTデータ相談役[1]
  - 9月 - フランス国家功労勲章オフィシエ受章[1]
- 2000年6月 - メディアスティック取締役[4]
- 2001年 - 日本環境倶楽部理事長[5]
  - 3月 -  前島賞受賞[2]
  - 11月 - デミング賞本賞受賞[2]
- 2002年 - ブロードバンドアソシエーション理事長[4]、ベンチャーサポートウェア評価ボード評価委員
- 2003年7月 - NTTデータシニアアドバイザー[2]
- 2005年 - CIJ取締役、東名阪学生就職センター特別顧問、日本環境協会評議員、日本環境倶楽部最高顧問、ブロードバンド・アソシエーション最高顧問
- 2006年 - 旭日重光章受章[2][1][6]
- 2021年
  - 2月8日 - 死去[2]
  - 3月9日 - 従四位[7]

## 著書
- 『電気通信工学』（山口開生と共編著）電気通信協会 1974年
- 『高度情報社会への展望とその対応』日本電信電話ユーザー協会 1983年
- 『キクタビコタエル : 情報浪漫旅行』プレジデント社 1989年
- 『革新的企業戦略 : NTTデータ通信のバリュー・クリエイター運動の展開と秘策』（編著）日科技連出版社 1994年
- "A strategy for corporate innovation" Asian Productivity Organization 1997年
- 『生命体経営学』（飛岡健と共著）河出書房新社 2001年